# Waipā River
Der Waipā River ist ein Fluss in der Region Waikato auf der Nordinsel von Neuseeland.

## Geographie
Der Waipā River entspringt südlich der Rangitoto Range, rund 19 km westsüdwestlich von Mangakino und 34 km ostsüdöstlich von Te Kūiti. Nach zunächst südsüdwestlichen Verlauf schwenkt der Fluss recht schnell in einen Rechtsbogen in eine nordnordwestliche Richtung. Dabei passiert der Waipā River die Orte Otorohanga und Pirongia, fließt in einem Abstand von knapp 8 km westlich an Hamilton vorbei, um dann bei Ngaruawahia in den Waikato River zu münden.
Mit einer Länge von 115 km ist der Waipā River der größte Nebenfluss des Waikato River.
Die beiden einzigen Nebenflüsse sind der Mangapu River, der linksseitig hinzukommt und der Punui River, der von der rechten Seite seine Wässer hinzuträgt.

## Einzelnachweise

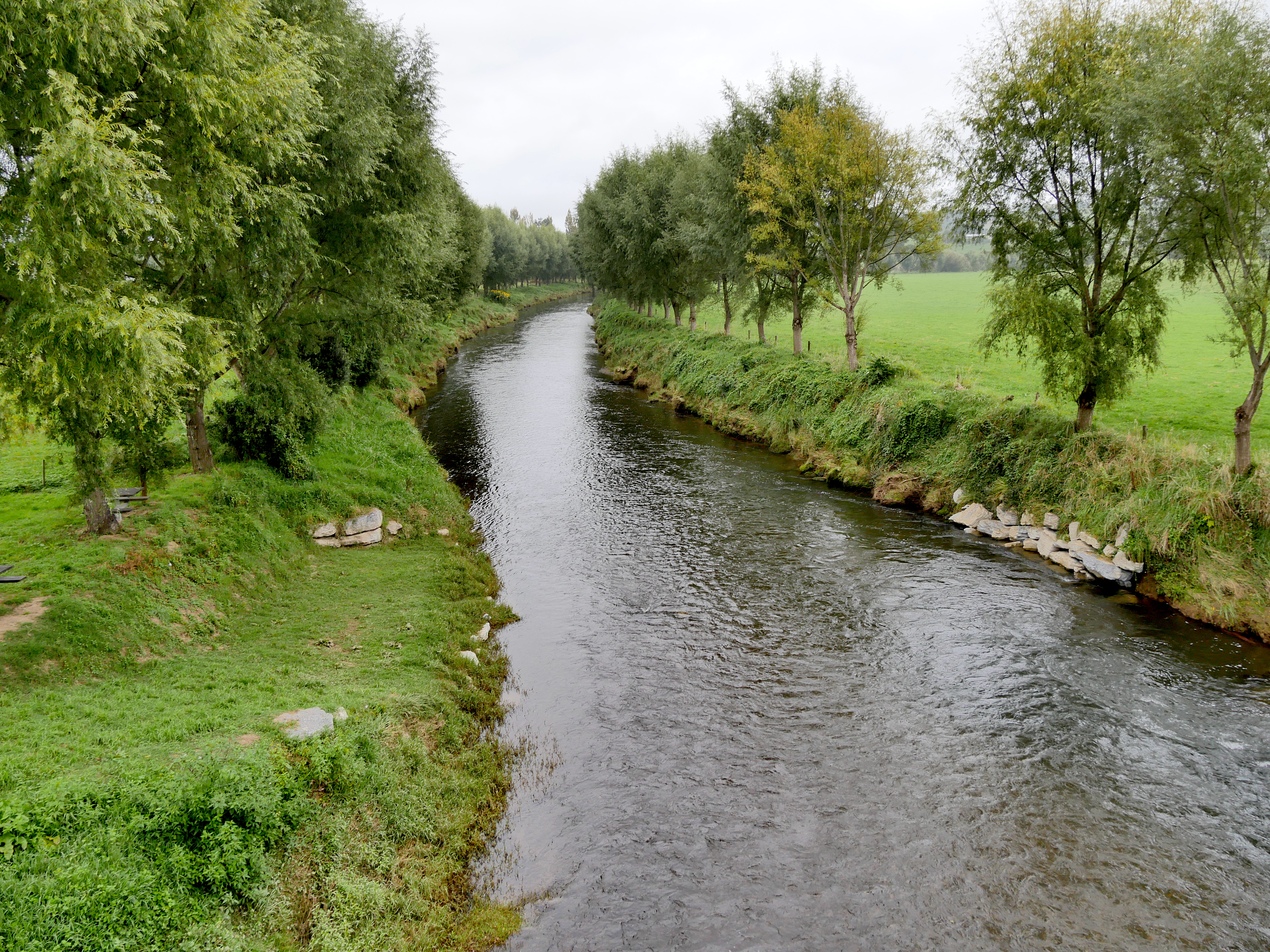
Waipā River von der südlichen Zugangsbrücke nach Otorohanga, nach Westen fotografiert